# U.S. Senior Women's Open
L' U.S. Senior Women's Open est l'un des quatorze championnats nationaux organisés par la United States Golf Association. Plus récent championnat en date créé par l'USGA, il est ouvert aux femmes dont le cinquantième anniversaire tombe avant ou le premier jour de la compétition et ayant un handicap de 7,4 ou moins. La première édition s'est tenue en 2018 au Chicago Golf Club à Wheaton, dans l'Illinois .
Le champ compte 120 joueuses professionnelles ou amateures, bénéficiant d’exemptions ou ayant passé les qualifications. Le tournoi se joue sur 72 trous en stroke play, les 50 premières et exæquos sont qualifiés pour les deux tours finaux après un cut sur 36 trous.

## Qualifications
Les joueuses suivantes sont exemptées de qualifications à condition qu’elles aient 50 ans le jour de l’ouverture des tournois qualificatifs.
Pour les trois premières éditions du tournoi (2018-2020), les golfeuses éligibles dans les catégories exigeant d'être âgées de 50 à 52 ans seront automatiquement éligibles, quel que soit leur âge, à condition qu'elles aient 50 ans ou plus.
- Les vainqueures de l'US Senior Women's Open qui n'ont pas encore atteint leur 66e anniversaire au plus tard au dernier jour du championnat, quel que soit leur âge.
- Le top 20 (et exæquos) de l'US Senior Women's Open de l'année précédente.
- L' amateure ayant eu le meilleur score lors de l'US Senior Women's Open de l'année précédente.
- Les gagnantes de l'US Women's Open, âgées de 50 à 59 ans.
- Depuis le dernier US Open féminin, toute joueuse qui rend un score sur 72 trous.
- Les finalistes de l'US Amateur Femmes de l'année précédente.
- Parmi les gagnantes de l'U.S. Women's Amateur: 
  - Celles qui sont devenues professionnelles bénéficieront d'une exemption de trois ans.
  - Celles qui sont restées amateures bénéficieront d'une exemption de cinq ans.
- Gagnantes des tournois majeurs âgées de 50 à 59 ans - ANA Inspiration, Ricoh British Open (2001-), KPMG Women's PGA Championship, Evian Championship (depuis 2013) et le Canadian Women's Open de 1979 à 2000.
- Les finalistes du précédent U.S. Senior Women's Amateur
- La vainqueure du US Senior Women's Amateur au cours des deux dernières années.
- Vainqueur des deux dernières épreuves mid-amateur américaines .
- Les participantes aux deux dernières éditions de la Curtis Cup.
- Les membres des équipes américaines des deux plus récentes éditions du Championnat Mondial Amateur Féminin par Équipes (trophée Espirito Santo).
- Les participantes des cinq dernières éditions de la Solheim Cup.
- Les 30 meilleures joueuses de la liste des gains officielle du Legends Tour de l'année précédente, à condition qu'elles aient 50 ans.
- Les 10 meilleurs leaders financiers des gains de tous les temps du Legends Tour, jusqu’à la date limite d’inscription. Les joueurs doivent sélectionner un site de qualification au moment de l'inscription.
  - Un joueur âgé de 49 ans à la date limite d’inscription, qui aura 50 ans avant le premier tour du championnat et qui figure dans le top 10 des meilleurs tournois de la Legends Tour, peut également déposer une réclamation au titre de cette exemption.
- Les 15 meilleuers joueuses sur la liste des gains actuelle des tournois du Legends Tour.
- Gagnantes des événements parrainés par le Legends Tour, à l'exception des événements par équipes, dont les victoires sont considérées comme officielles, au cours des deux dernières années civiles et de l'année civile en cours jusqu'au début de l'US Senior Women's Open de l'année en cours. Les épreuves doivent avoir un minimum de 36 trous pour être prises en compte.
- Top 75 de la liste des gains du Circuit de la LPGA de tous les temps.
- Les gagnantes âgés de 50 à 52 ans ayant remporté le British Ladies Amateur .
- Gagnantes du LPGA Touring and Club Professional Championship au cours des cinq dernières années.
  - La deuxième place dans l'édition la plus récente de cet événement est également éligible.
- Gagnantes d'événements co-sponsorisés par le Circuit de la LPGA, dont les victoires sont considérées comme officielles, au cours des cinq dernières années civiles et au cours de l'année civile en cours jusqu'au début de l'US Senior Women's Open
- Les cinq meilleures de la liste des gains de l'année précédente sur le Ladies European Tour et des listes des gains en carrière du LPGA of Japan Tour.
- Vainqueures des plus récents championnats amateurs féminins seniors British Open et canadiens seniors amateurs féminins.
- Exemptions spéciales accordées par l'USGA.

## Palmarès
| Année | Dates                                                | Championne                                           | Pays                                                 | Score                                                | Au par                                               | Écart de victoire                                    | Deuxième(s)                                          | Lieu                                                 |
| ----- | ---------------------------------------------------- | ---------------------------------------------------- | ---------------------------------------------------- | ---------------------------------------------------- | ---------------------------------------------------- | ---------------------------------------------------- | ---------------------------------------------------- | ---------------------------------------------------- |
| 2024  | 1-4 août                                             | Leta Lindley                                         | États-Unis d'Amériques                               | 275                                                  | −9                                                   | 2 coups                                              | Kaori Yamamoto                                       | Fox Chapel Golf Club                                 |
| 2023  | 24-27 août                                           | Trish Johnson                                        | Angleterre                                           | 284                                                  | -4                                                   | 1 coup                                               | Leta Lindley                                         | Waverley Country Club                                |
| 2022  | 25-28 août                                           | Jill McGill                                          | États-Unis d'Amériques                               | 289                                                  | -3                                                   | 1 coup                                               | Leta Lindley                                         | NCR Country Club (South)                             |
| 2021  | 29 juillet – 1er août                                | Annika Sörenstam                                     | Suède                                                | 276                                                  | −12                                                  | 8 coups                                              | Liselotte Neumann                                    | Brooklawn Country Club, Fairfield, CT                |
| 2020  | Édition annulée en raison de la pandémie de Covid-19 | Édition annulée en raison de la pandémie de Covid-19 | Édition annulée en raison de la pandémie de Covid-19 | Édition annulée en raison de la pandémie de Covid-19 | Édition annulée en raison de la pandémie de Covid-19 | Édition annulée en raison de la pandémie de Covid-19 | Édition annulée en raison de la pandémie de Covid-19 | Édition annulée en raison de la pandémie de Covid-19 |
| 2019  | 16–19 mai                                            | Helen Alfredsson                                     | Suède                                                | 285                                                  | +1                                                   | 2 coups                                              | Juli Inkster, Trish Johnson                          | Pine Needles Lodge, Southern Pines, NC               |
| 2018  | 12–15 juillet                                        | Laura Davies                                         | Angleterre                                           | 276                                                  | −16                                                  | 10 coups                                             | Juli Inkster                                         | Chicago Golf Club, Wheaton, IL                       |

## Tournois futurs
| Année | Parcours         | Lieu          | Dates      |
| ----- | ---------------- | ------------- | ---------- |
| 2022  | NCR Country Club | Kettering, OH | 25–28 août |